# Avenue 5
Az Avenue 5 2020 és 2022 között vetített amerikai–brit sci-fi vígjátéksorozat, amelyet Armando Iannucci alkotott. A főbb szerepekben Hugh Laurie, Josh Gad, Zach Woods, Rebecca Front és Suzy Nakamura látható.
Az első évad Amerikában 2020. január 19-én az HBO, Magyarországon 2020. február 2-án az HBO 3 mutatta be. A második évad Amerikában 2022. október 10-én az HBO, Magyarország 2022. október 11-én az HBO3 mutatta be.
2023 februárjában két évad után törölték a sorozatot.

## Ismertető
A bolygóközi sétahajó, az Avenue 5 fedélzetén a mesterséges gravitáció pillanatnyi elvesztése és a főmérnök véletlen halála miatt a hajó elsodródott. A becslések szerint a hajónak három évbe telik, mire visszatér a Földre, és mivel csak annyi készlete van, hogy a sok utast a tervezett nyolc hetes út alatt eltartsa, az Avenue 5 legénységének meg kell küzdenie a rend fenntartásáért és a hajó biztonságos visszatéréséért.

## Szereplők

### Főszereplők
| Szereplő      | Színész          | Magyar hang                                           | Leírás |
| ------------- | ---------------- | ----------------------------------------------------- | --- |
| Ryan Clark    | Hugh Laurie      | Kőszegi Ákos                                          | Az Avenue 5 kapitánya.                                                                                     |
| Herman Judd   | Josh Gad         | Szvetlov Balázs                                       | Az Avenue 5 milliárdos tulajdonosa                                                                         |
| Matt Spencer  | Zach Woods       | Molnár Levente                                        | Az Avenue 5 ügyfélkapcsolati vezetője.                                                                     |
| Karen Kelly   | Rebecca Front    | Kiss Erika                                            | Az Avenue 5 utasa.                                                                                         |
| Iris Kimura   | Suzy Nakamura    | Bertalan Ágnes                                        | Az Avenue 5 társtulajdonosa.                                                                               |
| Billie McEvoy | Lenora Crichlow  | Szilágyi Csenge                                       | Az Avenue 5 másod mérnöke.                                                                                 |
| Rav Mulcair   | Nikki Amuka-Bird | Bognár Gyöngyvér (1. évad) Koncz-Kiss Anikó (2. évad) | Az Avenue 5 küldetésirányításának vezetője a Földön, később az Avenue 5 fedélzetén tartózkodik             |
| Spike Martin  | Ethan Phillips   | Csuha Lajos                                           | Volt űrhajós és az első (vagy ötödik) kanadai a Marson, aki most egy nőcsábász alkoholista az Avenue 5-ön. |

### Mellékszereplők
| Szereplő   | Színész           | Magyar hang     | Leírás                    |
| ---------- | ----------------- | --------------- | ------------------------- |
| Mia        | Jessica St. Clair | Solecki Janka   | Utas, Doug felesége.      |
| Doug       | Kyle Bornheimer   | Kárpáti Levente | Utas, Mia férje.          |
| Frank      | Andy Buckley      | Forgács Gábor   | Utas, Karen férje         |
| Alan Lewis | Matthew Beard     | Baráth István   | Rav asszisztense a Földön |

### Magyar változat
- Bemondó: Endrédi Máté (1. évad), Orosz Gergely (2. évad)
- Magyar szöveg: Szojka László
- Hangmérnök: Weichinger Kálmán
- Vágó: Kránitz Bence
- Gyártásvezető: Derzsi Kovács Éva
- Szinkronrendező: Dezsőffy Rajz Katalin
- Produkciós vezető: Marjay Szabina (1. évad), Dallos Miklós (2. évad)

A szinkront az SDI Media Hungary készítette el.

## Évados áttekintés
| Évad | Évad | Részek száma | Részek száma | Eredeti sugárzás  | Eredeti sugárzás   | Eredeti adó       | Magyar sugárzás    | Magyar sugárzás   | Magyar adó |
| Évad | Évad | Részek száma | Részek száma | Évadbemutató      | Évadzáró           | Eredeti adó       | Évadbemutató       | Évadzáró          | Magyar adó |
| ---- | ---- | ------------ | ------------ | ----------------- | ------------------ | ----------------- | ------------------ | ----------------- | ---------- |
|      | 1.   | 9            | 9            | 2020. január 19.  | 2020. március 15.  |                   | 2020. február 2.   | 2020. március 29. |            |
|      | 2.   | 8            | 8            | 2022. október 10. | 2022. november 28. | 2022. október 11. | 2022. november 29. |                   |            |

## Epizódok

### Első évad (2020)
| Sor. | Év. | Cím                                                    | Rendező              | Író                                                      | Premier                             |
| ---- | --- | ------------------------------------------------------ | -------------------- | -------------------------------------------------------- | ----------------------------------- |
| 1.   | 1.  | I Was Flying                                           | Armando Iannucci     | Armando Iannucci                                         | 2020. január 19. 2020. február 2.   |
| 2.   | 2.  | And Then He's Gonna Shoot Off...                       | Natalie Bailey       | Armando Iannucci, Georgia Pritchett és Will Smith        | 2020. január 26. 2020. február 9.   |
| 3.   | 3.  | I'm a Hand Model                                       | Natalie Bailey       | Armando Iannucci, Ian Martin és Peter Fellows            | 2020. február 2. 2020. február 16.  |
| 4.   | 4.  | Then Who Was That on the Ladder?                       | Steph Green          | Armando Iannucci, Ian Martin és Peter Fellows            | 2020. február 9. 2020. február 23.  |
| 5.   | 5.  | He's Only There to Stop His Skeleton from Falling Over | Annie Griffin        | Armando Iannucci és Peter Baynham                        | 2020. február 16. 2020. március 1.  |
| 6.   | 6.  | Was It Your Ears?                                      | Peter Fellows        | Armando Iannucci és Jon Brown                            | 2020. február 23. 2020. március 8.  |
| 7.   | 7.  | Are You a Spider, Matt?                                | Becky Martin         | Armando Iannucci, Charlie Cooper és Daisy Cooper         | 2020. március 1. 2020. március 15.  |
| 8.   | 8.  | This is Physically Hurting Me                          | David Schneider      | Armando Iannucci, Georgia Pritchett és Will Smith        | 2020. március 8. 2020. március 22.  |
| 9.   | 9.  | Eight Arms But No Hands                                | William Stefan Smith | Armando Iannucci, Sean Gray, Ian Martin és Peter Fellows | 2020. március 15. 2020. március 29. |

### Második évad (2022)
| Sor. | Év. | Cím                                    | Rendező              | Író                                                            | Premier                               |
| ---- | --- | -------------------------------------- | -------------------- | -------------------------------------------------------------- | ------------------------------------- |
| 10.  | 1.  | No One Wants an Argument About Reality | William Stefan Smith | Armando Iannucci és Will Smith                                 | 2022. október 10. 2022. október 11.   |
| 11.  | 2.  | What an Unseasonal Delight             | William Stefan Smith | Armando Iannucci és Keith Akushie                              | 2022. október 17. 2022. október 18.   |
| 12.  | 3.  | Is It a Good Dot?                      | David Schneider      | Armando Iannucci és Jon Brown                                  | 2022. október 24. 2022. október 25.   |
| 13.  | 4.  | How It Ends: As a Starter and a Main   | Annie Griffin        | Armando Iannucci és John Finnemore                             | 2022. október 31. 2022. november 1.   |
| 14.  | 5.  | Let's Play with Matches                | Annie Griffin        | Armando Iannucci, Tony Roche és Rose Heiney                    | 2022. november 7. 2022. november 8.   |
| 15.  | 6.  | Intoxicating Clarity                   | Ollie Parsons        | Armando Iannucci, Georgia Pritchett, Ian Martin és Marina Hyde | 2022. november 14. 2022. november 15. |
| 16.  | 7.  | I Love Judging People                  | David Schneider      | Armando Iannucci és Sean Gray                                  | 2022. november 21. 2022. november 22. |
| 17.  | 8.  | That's Why They Call It a Missile      | Armando Iannucci     | Armando Iannucci, Simon Blackwell és Rose Heiney               | 2022. november 28. 2022. november 29. |

## A sorozat készítése
2017. szeptember 25-én jelentették be, hogy az HBO próbaepizód megrendelést adott egy új vígjátéksorozatra, amelyet Armando Iannucci készít. 2019 áprilisában az HBO kilenc epizódot rendelt be. 2022 októberében Iannucci az Entertainment Weeklynek azt mondta, hogy tervben van egy harmadik évad, mondván, hogy az HBO "nagyon lelkes".

### Forgatás
A próbaepizód forgatására 2018-ban került sor Londonban. 2019 júliusában, miközben a forgatás Leavesdenben, a Warner Bros. Studiosban zajlott, egy tűzvész megrongálta a sorozat egyik díszletét. 2019-ben a második évad forgatását a koronavírus-járvány miatt leállították. 2021 augusztusában Armando Iannucci, a készítő a Twitteren megerősítette, hogy a második évad forgatása "napokon belül" megkezdődik. A forgatás 2021. november végén fejeződött be.